# Rio Rico (Arizona)
Rio Rico est une census-designated place du comté de Santa Cruz, dans l'État de l'Arizona, aux États-Unis. En 2020, elle compte une population de 20 549 habitants.